# Kim Min-soo
Dans ce nom, le nom de famille, Kim, précède le nom personnel coréen.
Kim Min-soo (né le 22 janvier 1975) est un judoka sud-coréen. Il participe aux Jeux olympiques d'été de 1996 dans la catégorie des poids mi-lourds et remporte la médaille d'argent.

## Palmarès

### Jeux olympiques
- Jeux olympiques de 1996 à Atlanta,  États-Unis
  -  Médaille d'argent